# 会わないつもりの、元気でね
「会わないつもりの、元気でね」（あわないつもりの、げんきでね）は、SCANDALの15枚目のシングル。2013年5月22日にエピックレコードジャパンから発売された。

## 概要
表題曲は堤真一主演、福田雄一監督・脚本の映画『俺はまだ本気出してないだけ』主題歌。通常盤・初回生産限定盤A・Bの3形態で発売された。通常盤の初回仕様はSCANDALメンバー写真×「俺はまだ本気出してないだけ」原作 青野春秋描き下ろしメンバーイラストコラボステッカー全5種の内1種類がランダム封入されている。初回生産限定盤には「俺はまだ本気出してないだけ」原作 青野春秋描き下ろし!SCANDALイラストステッカーが封入されている。
　

## 収録曲
全編曲：川口圭太

### 通常盤
1. 会わないつもりの、元気でね
  - 作詞・作曲：柳沢亮太
2. 24時間プラスの夜明け前
  - 作詞：高橋久美子、作曲：一色徳保
3. 会わないつもりの、元気でね (Instrumental)

### 初回生産限定盤A

#### DVD
1. メンバー直伝!! 「会わないつもりの、元気でね」 パート別教則DVD

### 初回生産限定盤B

#### DVD
1. 夢の大阪城ホール前夜を完全収録! シークレットライブ映像